# اسکندرلی (بیلقان)
اسکندرلی (به لاتین:İsgəndərli) یک منطقه مسکونی در جمهوری آذربایجان است که در شهرستان بیلقان واقع شده است.